# Попучке
Попучке (серб. Попучке) — населённый пункт в общине Валево Колубарского округа Сербии.

## Население
Согласно переписи населения за 2002 год, в селе проживает 2607 жителей, из которых совершеннолетних 2117. Средний возраст — 39,1 год (мужчины — 38,2 года, женщины — 40,0 лет). В населённом пункте 871 домохозяйство, среднее число членов в которых — 2,99.
|            | Этносы | Численность |
| ---------- | ------ | ----------- |
|            | сербы  | 2 519       |
| цыгане     | 27     |             |
| югословены | 5      |             |
| черногорцы | 3      |             |

## Галерея

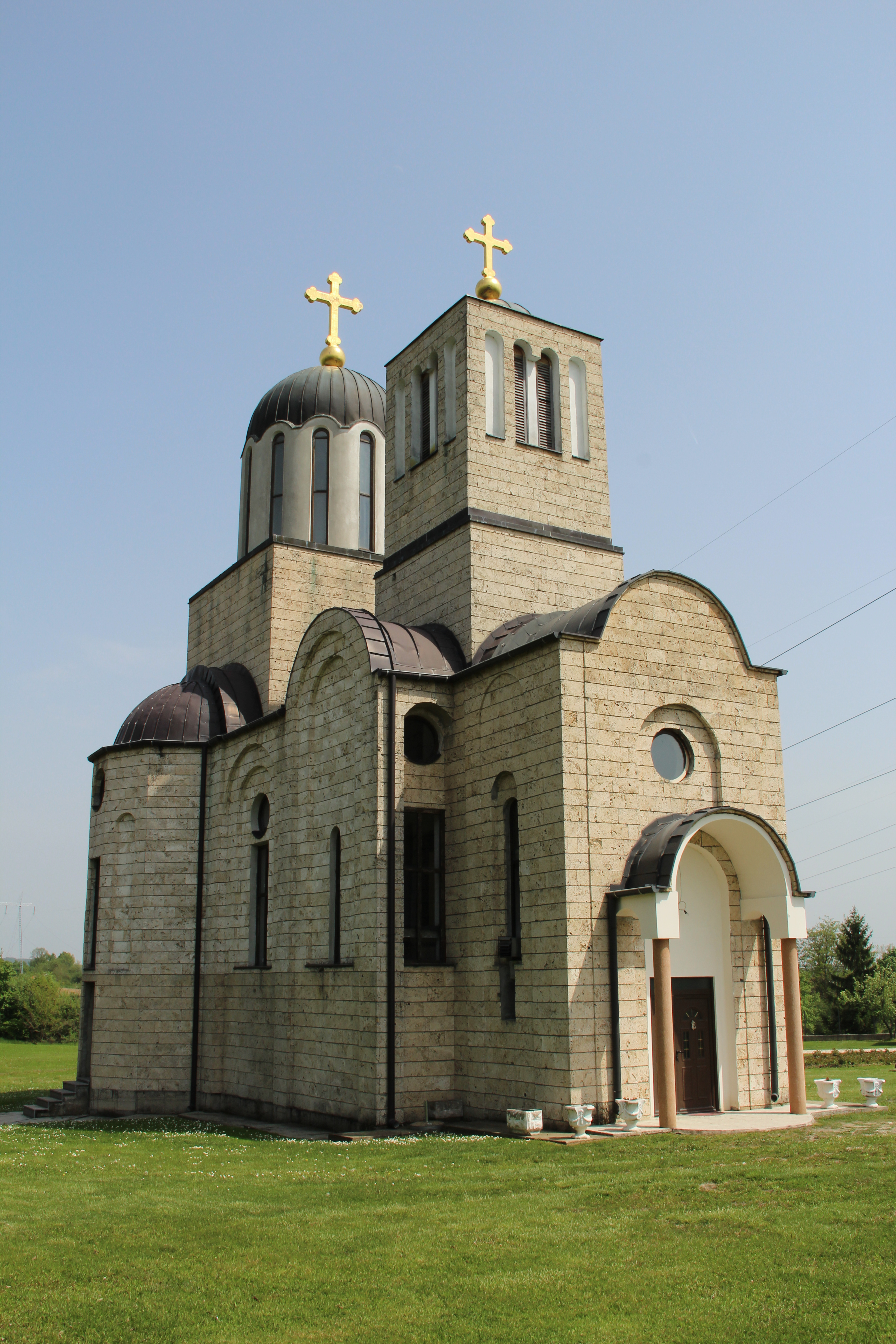
Церковь
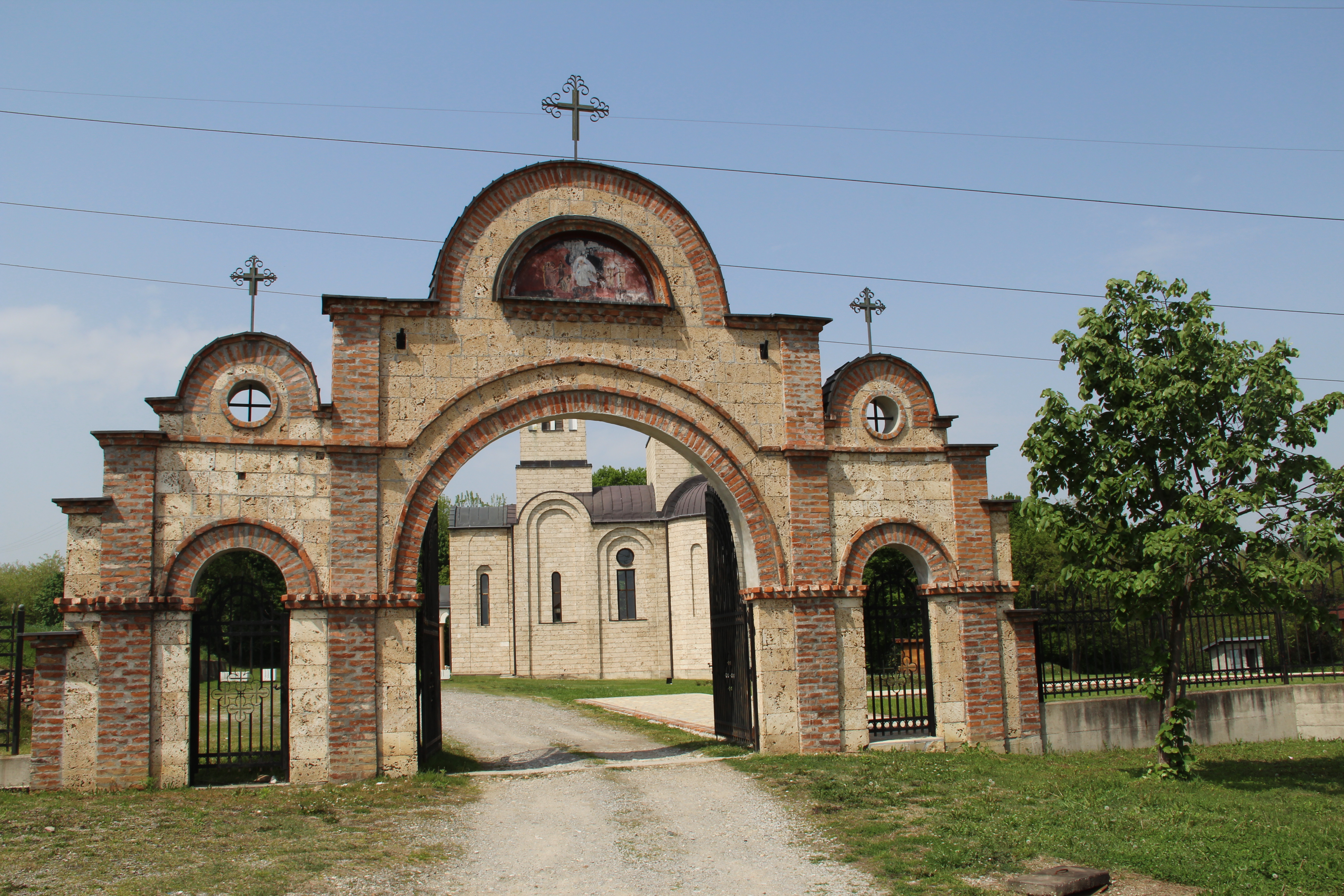
Церковь
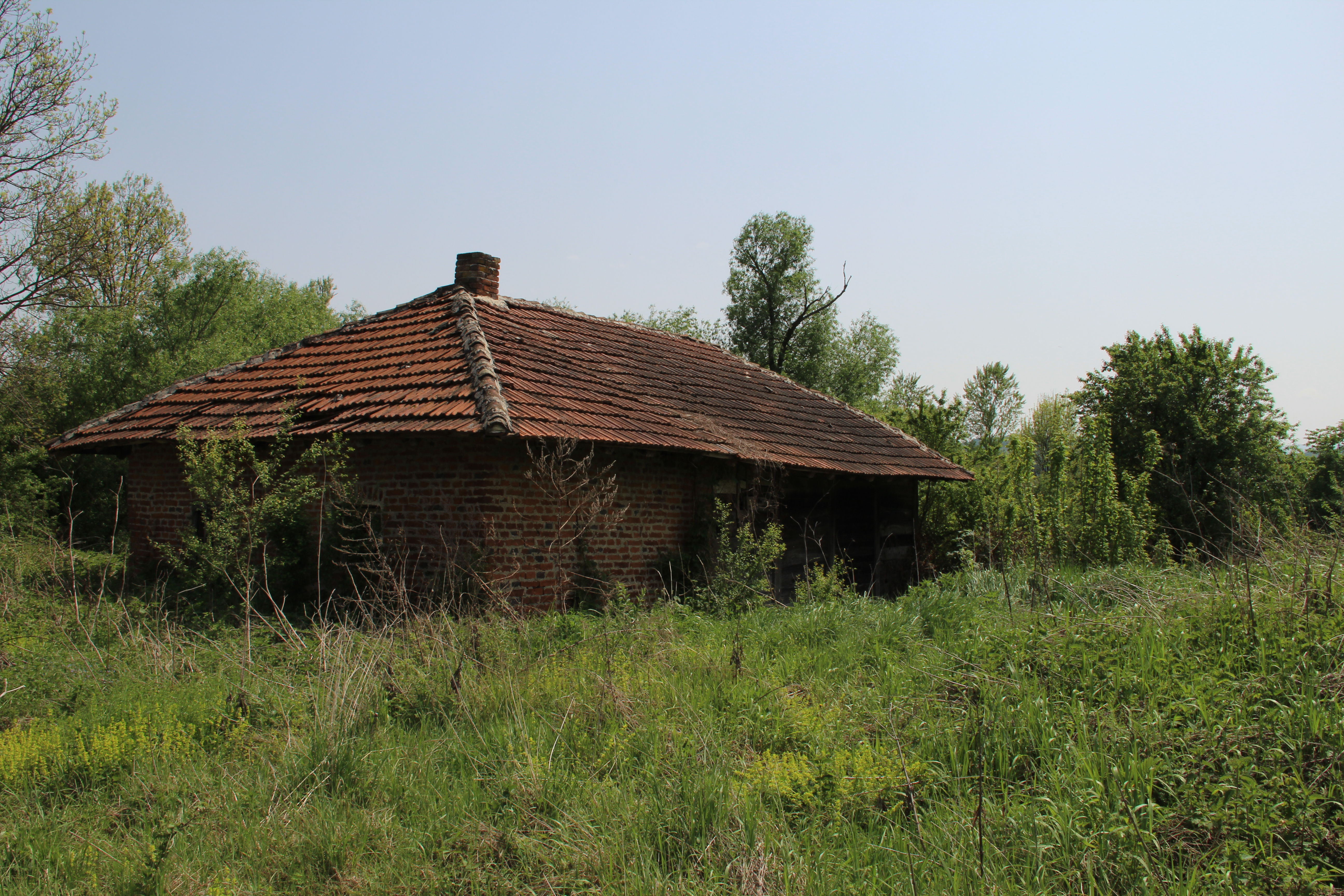
Мельница
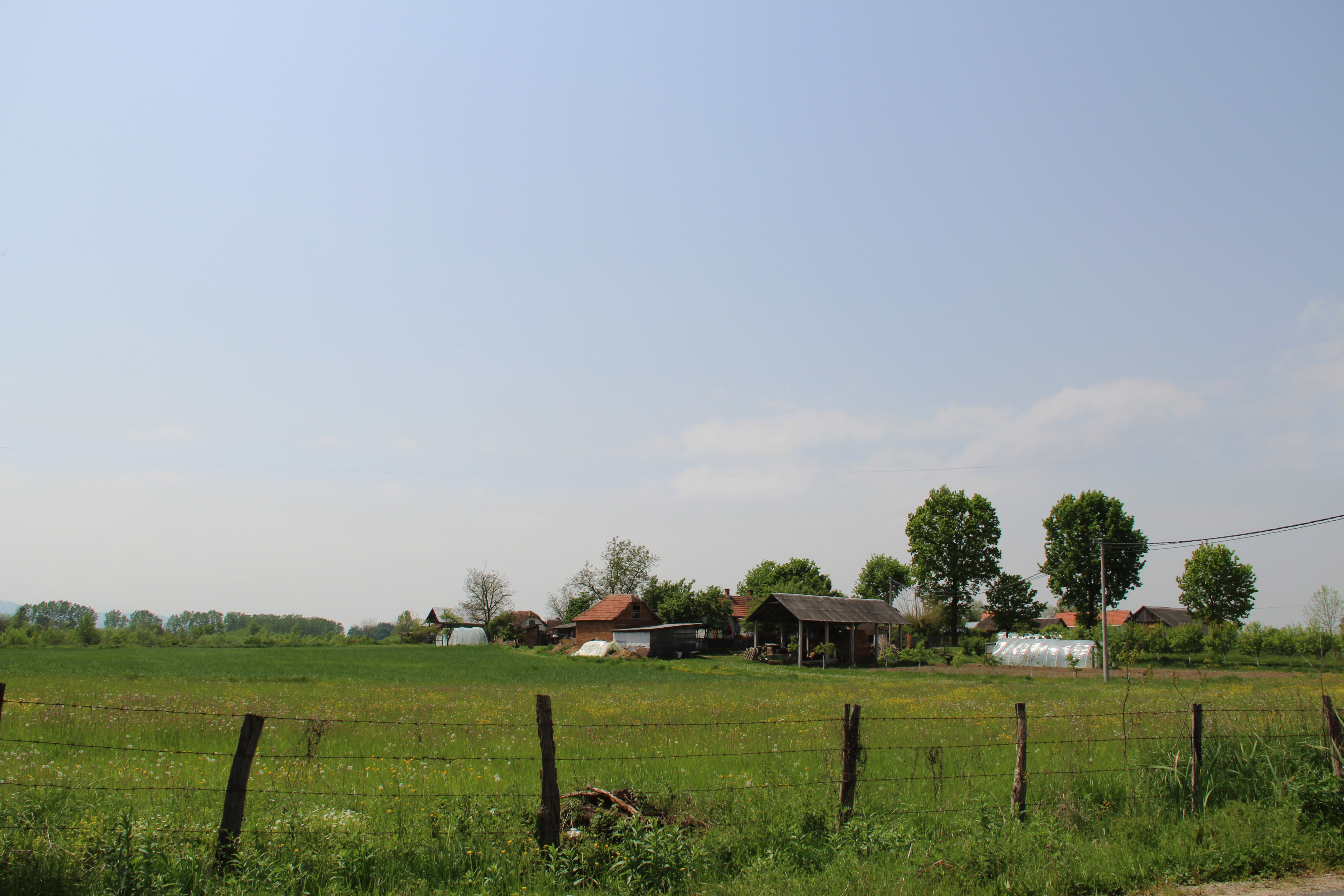
Панорама
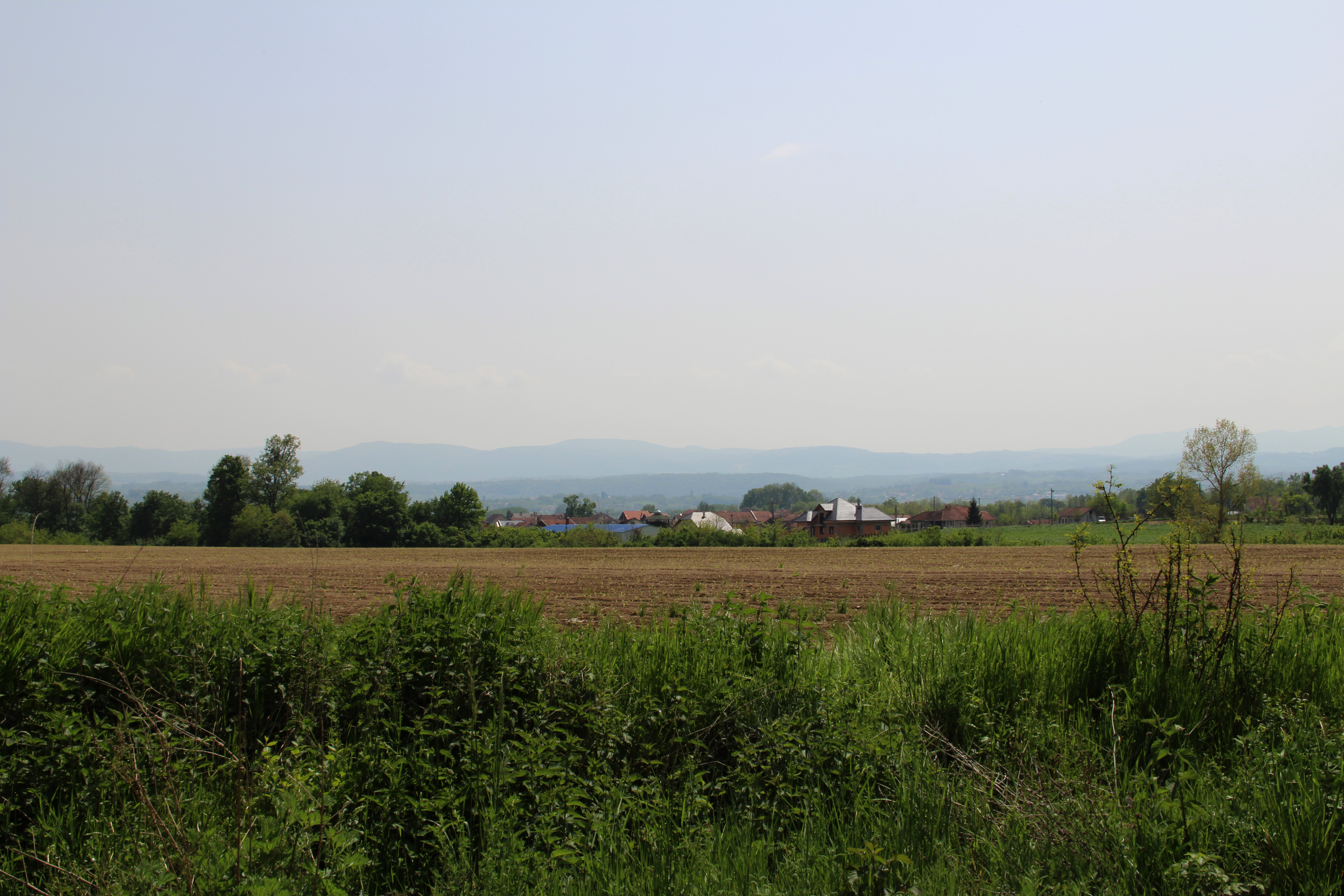
Панорама
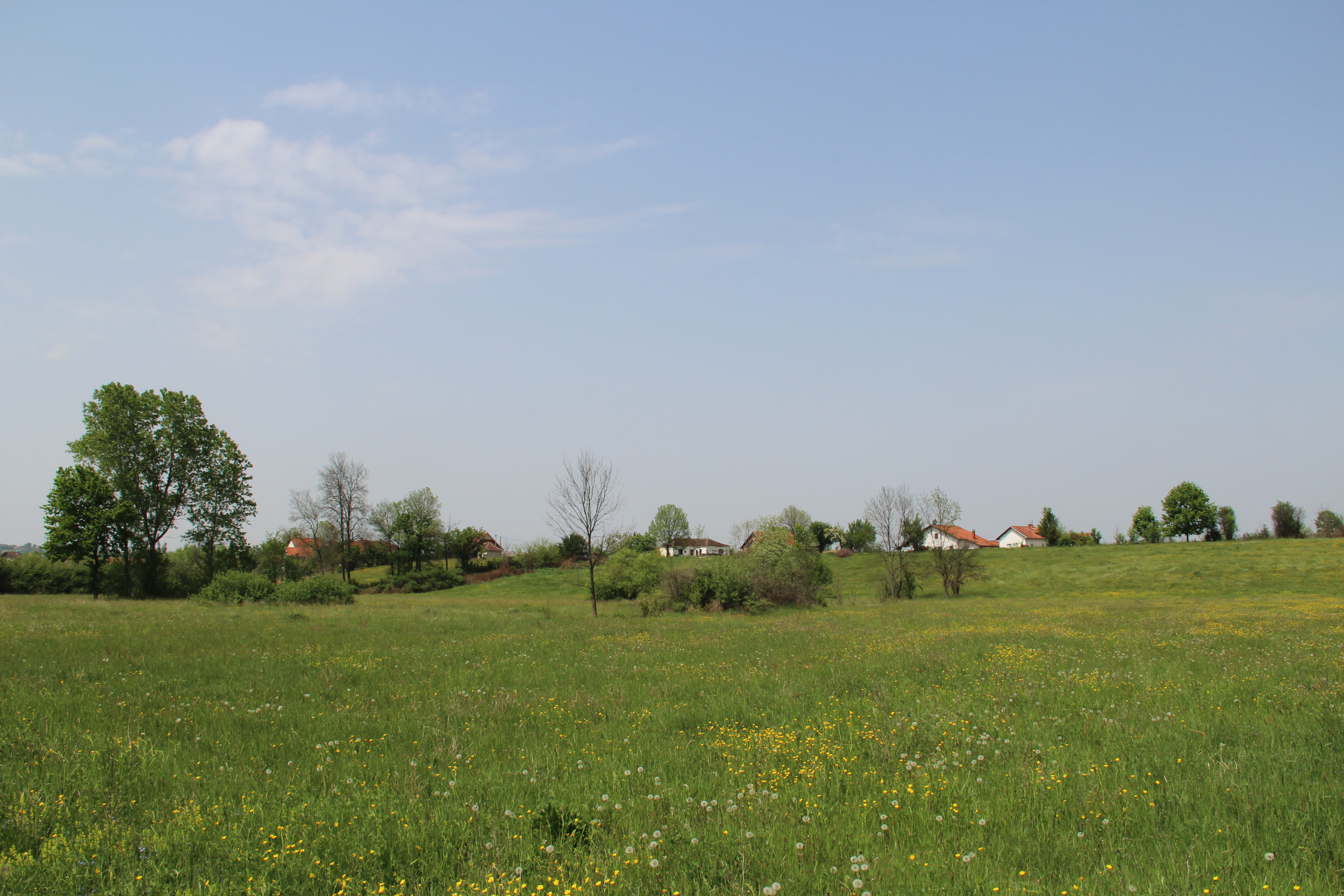
Панорама